# Tabaré Hackenbruch Legnani
Tabaré Hackenbruch Legnani es un político uruguayo, perteneciente al Partido Colorado.
Nació en Canelones, hijo del político Tabaré Hackenbruch y de Rosa Legnani.
Activo en política, siempre cercano a la figura de Julio María Sanguinetti, en la legislatura 2005-2010 ocupó un escaño parlamentario en representación de su departamento natal.
Se desempeñó como subsecretario del Ministerio de Vivienda, como integrante de la Coalición Multicolor.